# Macodes
Die Gattung Macodes aus der Familie der Orchideen besteht aus elf Arten krautiger Pflanzen. Sie stammen aus Südostasien, wachsen meist terrestrisch, gelegentlich auch epiphytisch.

## Beschreibung

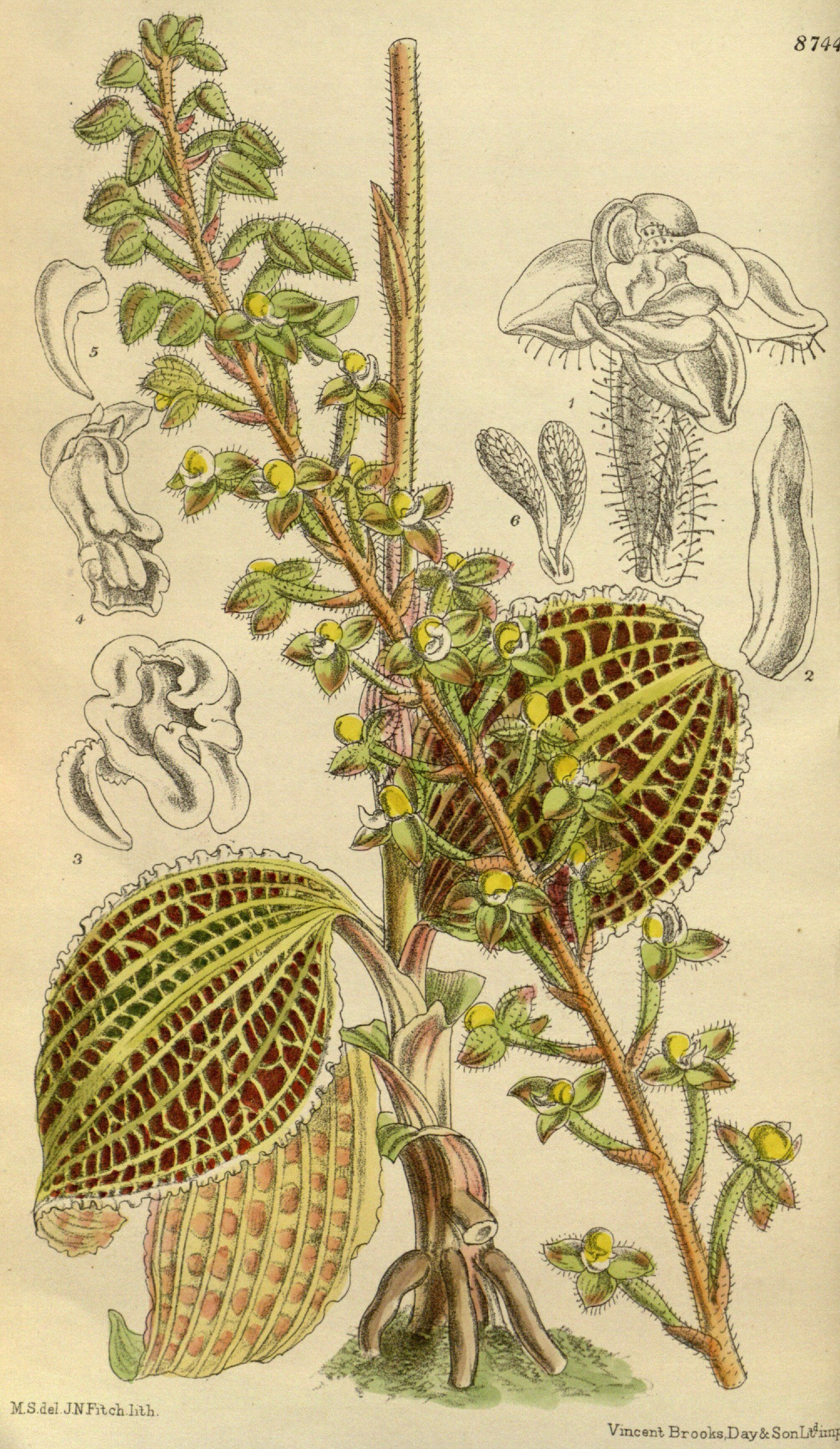
Macodes sanderiana

Die Macodes-Arten besitzen ein kriechendes Rhizom mit wenigen Internodien. Die oberirdischen Sprosse sind mit wenigen Laubblättern besetzt. Die Blattspreite ist schief-elliptisch bis rundlich, am Grund verschmälert sie sich zu einem kurzen Blattstiel, der den Spross röhrenförmig umfasst. Die Blätter weisen auf hell- bis dunkelgrünem Grund eine kontrastreiche, netzförmige Aderung auf, die silbrig bis golden gefärbt ist. Die Blattunterseite ist rötlich gefärbt.
Der endständige Blütenstand ist unverzweigt, Blütenstandsachse, Tragblätter, Fruchtknoten und die Außenseiten der Sepalen sind behaart. Am Blütenstandsstiel stehen einige Hochblätter; die Tragblätter der Blüten sind etwa so lang wie Blütenstiel und Fruchtknoten zusammen. Die Blüten sind nicht resupiniert. Die drei äußeren Blütenblätter (Sepalen) sind alle gleich geformt, die seitlichen Sepalen umfassen die Basis der Lippe. Die seitlichen inneren Blütenblätter (Petalen) sind schmaler und haften mit dem Rand am oberen Sepal. Die Lippe ist asymmetrisch verdreht, an der Basis ist sie mit der Säule verwachsen. Die Lippe ist dreigeteilt: Die Basis (Hypochil) ist halbkugelig oder sackartig geformt, mit zwei seitlichen, fleischigen Anhängseln im Innern. Der mittlere Teil der Lippe, das Mesochil, kann sehr kurz bis lang ausgebildet sein und ist recht schmal. Der vordere Teil der Lippe ist ungeteilt und herzförmig bis oval geformt. Die Säule ist wie die Lippe asymmetrisch verdreht. Die Narbe besteht aus einer zusammenhängenden Fläche, sie bildet zwei etwa quadratisch geformte seitliche Flügel. Das Staubblatt ist im Umriss oval, es enthält zwei ovale bis keulenförmige Pollinien, die über je ein Stielchen mit der kleinen gemeinsamen, ovalen Klebscheibe (Viscidium) verbunden sind. Das Trenngewebe zwischen Narbe und Staubblatt (Rostellum) ist tief zweigezähnt.

## Verbreitung
Macodes ist in Südostasien von Vietnam über die südlichen Nansei-Inseln, die Philippinen, Malaysia, Indonesien bis nach Papua-Neuguinea, die Salomonen und Vanuatu verbreitet. Die Arten wachsen im Schatten immergrüner Regenwälder auf humosen Böden in Höhenlagen von 100 bis 1500 Metern.

## Verwendung
Vor allem im 19. Jahrhundert war Macodes aufgrund der kontrastreich gezeichneten Blätter als Zierpflanze beliebt. Gelegentlich ist Macodes petola im Handel zu finden. In Kultur benötigen die Pflanzen einen schattigen, luftfeuchten Standort. Das Substrat muss durchlässig und gleichmäßig feucht sein. Im Sommer sollte die Temperatur nicht unter 24 °C fallen und nicht über 28 °C ansteigen, im Winter, wenn die Pflanzen weniger wachsen, sollten sich die Temperaturen zwischen 15 und 24 °C bewegen.

## Botanische Geschichte und Systematik
Macodes wird innerhalb der Tribus Cranichideae in die Subtribus Goodyerinae eingeordnet. Nach Dressler lässt sich diese weiter in zwei Gruppen unterteilen; Macodes steht zusammen mit der Mehrzahl der Gattungen, die nicht zwei deutlich getrennte Narbenflächen aufweisen. Macodes wurde 1825 von Carl Ludwig Blume als Sektion der Gattung Neottia beschrieben. John Lindley änderte den Rang 1840 und beschrieb Macodes  in Genera and Species of Orchidaceous Plants Seite 496 als eigene Gattung Macodes (Blume) Lindl. Der Name Macodes leitet sich vom griechischen Wort μακρός mak(r)os für „groß“ ab und beschreibt den großen mittleren Teil der Lippe bei der Typusart, Macodes petola. Verwandt mit Macodes ist die Gattung Dossinia.
Folgende Arten werden zur Gattung Macodes gezählt:
- Macodes angustilabris J.J.Sm.: Sie kommt in Borneo vor.[3]
- Macodes celebica Rolfe: Sie kommt in Sulawesi vor.[3]
- Macodes cominsii (Rolfe) Rolfe: Sie kommt auf den Salomonen vor.[3]
- Macodes cupida Ormerod: Sie kommt im südlichen Vietnam vor.[3]
- Macodes dendrophila Schltr.: Sie kommt von Neuguinea bis zu den Salomonen vor.[3]
- Macodes limii J.J.Wood & A.L.Lamb: Sie kommt in Sabah vor.[3]
- Macodes megalantha Ormerod: Sie kommt im westlichen Neuguinea vor.[3]
- Macodes obscura Schltr.: Sie kommt in Neuguinea vor.[3]
- Macodes petola (Blume) Lindl.: Sie kommt von Thailand und den Nansei-Inseln bis Malesien vor.[3]
- Macodes pulcherrima Schltr.: Sie kommt in Neuguinea vor.[3]
- Macodes sanderiana (Kraenzl.) Rolfe: Sie kommt von Malesien bis Vanuatu vor.[3]